# Fédération universelle des associations chrétiennes d'étudiants
La Fédération universelle des associations chrétiennes d'étudiants (FUACE), en anglais World Student Christian Federation (WSCF), est une fédération de mouvements chrétiens étudiants indépendants fondée en 1895. Elle forme la branche jeunesse du mouvement œcuménique, et comporte donc des mouvements protestants, orthodoxes, et catholiques. 
Les buts de la FUACE sont « de former et responsabiliser les étudiants en termes de pensée critique et de transformation constructive de notre monde en offrant un espace pour la prière et la célébration, pour la réflexion théologique, pour l’étude et l’analyse des processus sociaux et culturels, et pour la solidarité et l’action au-delà des frontières posées par la culture, le genre et l’ethnicité ».
Le siège de la FUACE est implanté à Genève, auprès du Conseil œcuménique des Églises. La FUACE a le statut consultatif auprès du Conseil économique et social (ECOSOC) de l'Organisation des Nations unies (ONU).
La devise de la FUACE est « Ut Omnes Unum Sint » — « Afin que tous soient un », citation en latin de l'évangile selon Jean, 17:21.

## Histoire

### Fondation
Comme les Young Men's Christian Association (YMCA) et UCJF (YWCA), la FUACE a comme fondement la (« base de Paris (en) »), un document de 1855 qui affirme la nécessité du respect de l’autonomie des organisations membres et de l’adhésion active à l’œcuménisme chrétien. La FUACE a été fondée en 1895 au château de Vadstena en Suède. Ses principaux promoteurs étaient le méthodiste américain John R. Mott (1865-1955) et le leader étudiant suédois Karl Fries. Ce dernier fut le premier président de la FUACE et Mott son premier secrétaire général.  
Aux niveaux nationaux et locaux, les groupes d'étudiants chrétiens réunissaient des étudiants de milieux protestants divers et les invitaient à divers services à temps plein. Au début du XXe siècle, la FUACE a formé de nombreux futurs pasteurs et missionnaires, en particulier de futurs responsables œcuméniques chrétiens. Ainsi Willem Visser 't Hooft, secrétaire général de la FUACE en 1932, est devenu le premier secrétaire général du Conseil œcuménique des Églises.

### Développement et division
Le mouvement a été profondément affecté par la scission entre les dirigeants libéraux et évangéliques protestants. En 1910, l'Inter-Varsity Fellowship a été créé par d'anciens membres de la FUACE en Angleterre qui voulaient se fonder sur un consensus théologique plus conservateur, ce qui a conduit les évangéliques à créer une organisation internationale concurrente à partir de 1947.  Les positions de la FUACE ont quant à elles tendu dès lors vers la gauche chrétienne :  évangile social, théologie de la libération, pacifisme chrétien, anarchisme chrétien, dialogue interreligieux, socialisme chrétien, féminisme chrétien, annulation de la dette, mouvement écologique, conscientisation de danger du SIDA... 

### Extension mondiale
Depuis 1968, la FUACE a formé six comités régionaux devenues en grande partie autonomes en 1972 : Afrique, Asie-Pacifique, Europe, Amérique latine et Caraïbes, Proche-Orient, Amérique du Nord. La FUACE revendique, au travers de ses organisations membres, la coordination de deux millions de personnes dans 90 pays, dont 600 000 en Europe. 

## Personnalités

### Dirigeants
Parmi les dirigeants historiques de la FUACE, on relève les noms de :
- John R. Mott (fondateur, prix Nobel de la paix 1946)
- Nathan Söderblom (prix Nobel de la paix 1930)
- Willem Visser 't Hooft
- Philip A. Potter
- Suzanne de Dietrich

### Membres
- Steve Biko
- Dietrich Bonhoeffer
- Inga-Brita Castrén (théologienne finnoise)
- Sarah Chakko (orthodoxe et féministe indienne)
- Évêque Penny Jamieson
- Samuel Kobia (6e Secrétaire général du COE)
- Jürgen Moltmann
- Edouard Chivambo Mondlane (Président du FRELIMO)
- Kwame Nkrumah
- Julius Nyerere
- Mercy Oduyoye (théologienne africaine)
- Frère Roger de la Communauté de Taizé
- Ellen Johnson Sirleaf President of Liberia
- Amir Sjarifuddin (Former Prime Minister of Indonesia)
- Oliver Tambo
- Archevêque William Temple
- M. M. Thomas (Indian theologian)
- Évêque K. H. Ting (évêque chinois)
- Archevêque Anders Wejryd